# Xanthochlorus ochraceus
Xanthochlorus ochraceus är en tvåvingeart som beskrevs av Vaillant 1952. Xanthochlorus ochraceus ingår i släktet Xanthochlorus och familjen styltflugor. Inga underarter finns listade i Catalogue of Life.